# 洛尔迈松
洛尔迈松（法語：Lormaison，法語發音：[lɔʁmɛzɔ̃]）是法国瓦兹省的一个市镇，属于博韦区。

## 地理
洛尔迈松（49°15'24"N, 2°6'20"E）面积4.98 平方千米，位于法国上法蘭西大區瓦兹省，该省份为法国北部内陆省份，北起索姆省，西接厄尔省和滨海塞纳省，南至塞纳-马恩省和瓦兹河谷省，东临埃纳省。
与洛尔迈松接壤的市镇（或旧市镇、城区）包括：科尔贝伊塞尔、梅吕、圣克雷潘-伊布维莱尔。

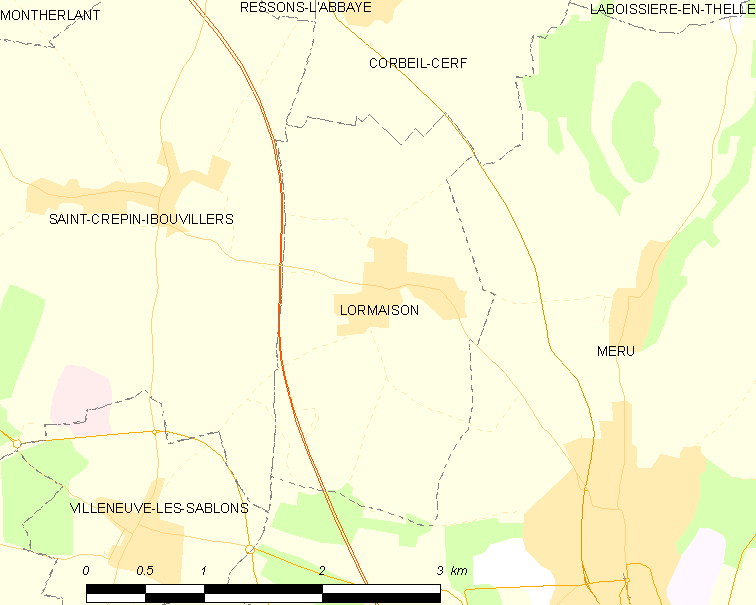
洛尔迈松的OSM定位图

洛尔迈松的时区为UTC+01:00、UTC+02:00（夏令时）。

## 行政
洛尔迈松的邮政编码为60110，INSEE市镇编码为60370。

## 政治
洛尔迈松所属的省级选区为梅吕县。

## 人口

1962-2008年间洛尔迈松人口变化图示

洛尔迈松于2022年1月1日时的人口数量为1282人。